# Jelena Barszaj
Jelena Siergiejewna Raskowa-Barszaj (ros. Елена Сергеевна Раскова-Баршай, ur. 1943) – rosyjska klawesynistka i organistka.  

## Życiorys
Pierwszym instrumentem, na którym uczyła się gry, były skrzypce. Studiowała w konserwatorium w Moskwie, gdzie uzyskała 3 solowe dyplomy – pianisty w 1966 roku (prof. Jakow Milstein), organisty (prof. Leonid Roizman) i klawesynisty, oraz doktorat w zakresie organistyki. Współpracowała z Moskiewską Orkiestrą Kameralną, którą dyrygował jej mąż, Rudolf Barszaj. Emigrowała z ZSRR w 1977 roku, wróciła do Rosji w latach 90. XX wieku. 
Sławę przyniosło jej nagranie koncertów organowych Bacha na jednych z najsłynniejszych szwajcarskich instrumentów – organach Silbermann katedry w Arlesheim oraz organach Metzler w kościele św. Klary w Bazylei. Nagrywając ten materiał podjęła ciekawy eksperyment – nagrała własną transkrypcję koncertu BWV 1065 na 4 klawesyny w trybie wielościeżkowym (dogrywała kolejne partie, grając „sama ze sobą”).

## Dyskografia
- I.S. Bach –  Brandienburgskije koncerty (1976, LP)[3]
- Jewgienij Niepało, goboj (1976, LP)[3]
- Bach – Goldberg Variations (2008, CD)[4]
- J.S. Bach – 12 Organ Concertos After Vivaldi (CD)[5]